# Integracja gospodarcza
Integracja gospodarcza – proces polegający na zacieśnianiu współpracy gospodarczej przez co najmniej dwa państwa, poprzez stopniową eliminację barier ograniczających współpracę gospodarczą. Proces prowadzi do scalania gospodarek narodowych poszczególnych krajów i powstania jednego organizmu gospodarczego.
Proces integracji gospodarczej odbywa się przede wszystkim dzięki działaniu mechanizmu rynkowego, dlatego też rola państwa może sprowadzać się jedynie do tworzenia warunków umożliwiających rozszerzenie działania mechanizmu rynkowego w skali międzynarodowej. W takim przypadku, gdy dochodzi do scalenia gospodarek poszczególnych krajów bez tworzenia przez państwo organizacyjnych ram porozumienia integracyjnego, mamy do czynienia z integracją realną.
Integracja ekonomiczna oprócz wymiaru gospodarczego, ma także wiele innych, przede wszystkim wymiar polityczny, społeczny, kulturalny.

## Etapy integracji gospodarczej
- preferencyjne porozumienie handlowe (ang. Preferential Trade Agreement) – układ polegający na częściowej liberalizacji handlu pomiędzy co najmniej dwoma krajami, np. Układ europejski;
- strefa wolnego handlu (ang. Free Trade Area) – najprostsza i jedna z najczęściej stosowanych form, polegająca na likwidacji ceł i ograniczeń pozataryfowych, pozostawiając krajom członkowskim swobodę stosowania narzędzi polityki handlowej wobec krajów spoza ugrupowania, np. Europejskie Stowarzyszenie Wolnego Handlu (EFTA), Środkowoeuropejska Strefa Wolnego Handlu (CEFTA), Północnoamerykańska Strefa Wolnego Handlu (NAFTA);
- unia celna (ang. Customs Union) – porozumienie handlowe, w którym członkowie oprócz likwidacji ceł i ograniczeń pozataryfowych, prowadzą wspólną politykę handlową wobec pozostałych krajów;
- wspólny rynek (ang. Single Market) – forma integracji, w której kraje członkowskie znoszą ograniczenia w obrocie dobrami i usługami, prowadzą wspólną politykę handlową wobec krajów trzecich i wprowadzają nieskrępowany ruch czynników produkcji wewnątrz ugrupowania;
- unia walutowa (unia monetarna) (ang. Monetary Union) – forma integracji gospodarczej, w której wprowadza się także wspólną walutę oraz rynek kapitałowy.
- unia gospodarcza (ang. Economic Union) – wyższa forma wspólnego rynku, w której członkowie dokonali harmonizacji wszystkich rodzajów polityki, mających wpływ na warunki konkurencji, m.in. polityki podatkowej, monetarnej, społecznej.